# Strzygi (gromada)
Strzygi – dawna gromada, czyli najmniejsza jednostka podziału terytorialnego Polskiej Rzeczypospolitej Ludowej w latach 1954–1972.
Gromady, z gromadzkimi radami narodowymi (GRN) jako organami władzy najniższego stopnia na wsi, funkcjonowały od reformy reorganizującej administrację wiejską przeprowadzonej jesienią 1954 do momentu ich zniesienia z dniem 1 stycznia 1973, tym samym wypierając organizację gminną w latach 1954–1972.
Gromadę Strzygi z siedzibą GRN w Strzygach utworzono – jako jedną z 8759 gromad na obszarze Polski – w powiecie rypińskim w woj. bydgoskim, na mocy uchwały nr 24/10 WRN w Bydgoszczy z dnia 5 października 1954. W skład jednostki weszły obszary dotychczasowych gromad Strzygi, Warpalice, Sumin, Sumówko i Marianki ze zniesionej gminy Strzygi oraz obszar dotychczasowej gromady Tadajewo ze zniesionej gminy Osiek w tymże powiecie. Dla gromady ustalono 23 członków gromadzkiej rady narodowej.
31 grudnia 1961 do gromady Strzygi włączono część wsi Długie – sołectwo od strony południowej z granicą przebiegającą wzdłuż strugi – ze zniesionej gromady Długie w tymże powiecie.
1 stycznia 1969 do gromady Strzygi włączono sołectwo Długie ze zniesionej gromady Wąpielsk w tymże powiecie.
Gromadę zniesiono 1 stycznia 1972, a jej obszar włączono do gromady Osiek (sołectwa Strzygi, Sumin, Sumówko, Tadajewo i Warpalice) oraz do nowo utworzonych gromad Wąpielsk (sołectwa Długie Pierwsze i Długie Drugie) i Rypin (sołectwo Marianki) w tymże powiecie.